# Северный полюс-24
Северный полюс-24 — советская научно-исследовательская дрейфующая станция, просуществовавшая в период с 1978 по 1980 год. Была открыта 23 мая 1978 года в восьмистах километрах севернее острова Врангеля. Первый начальник станции — Игорь Константинович Попов.

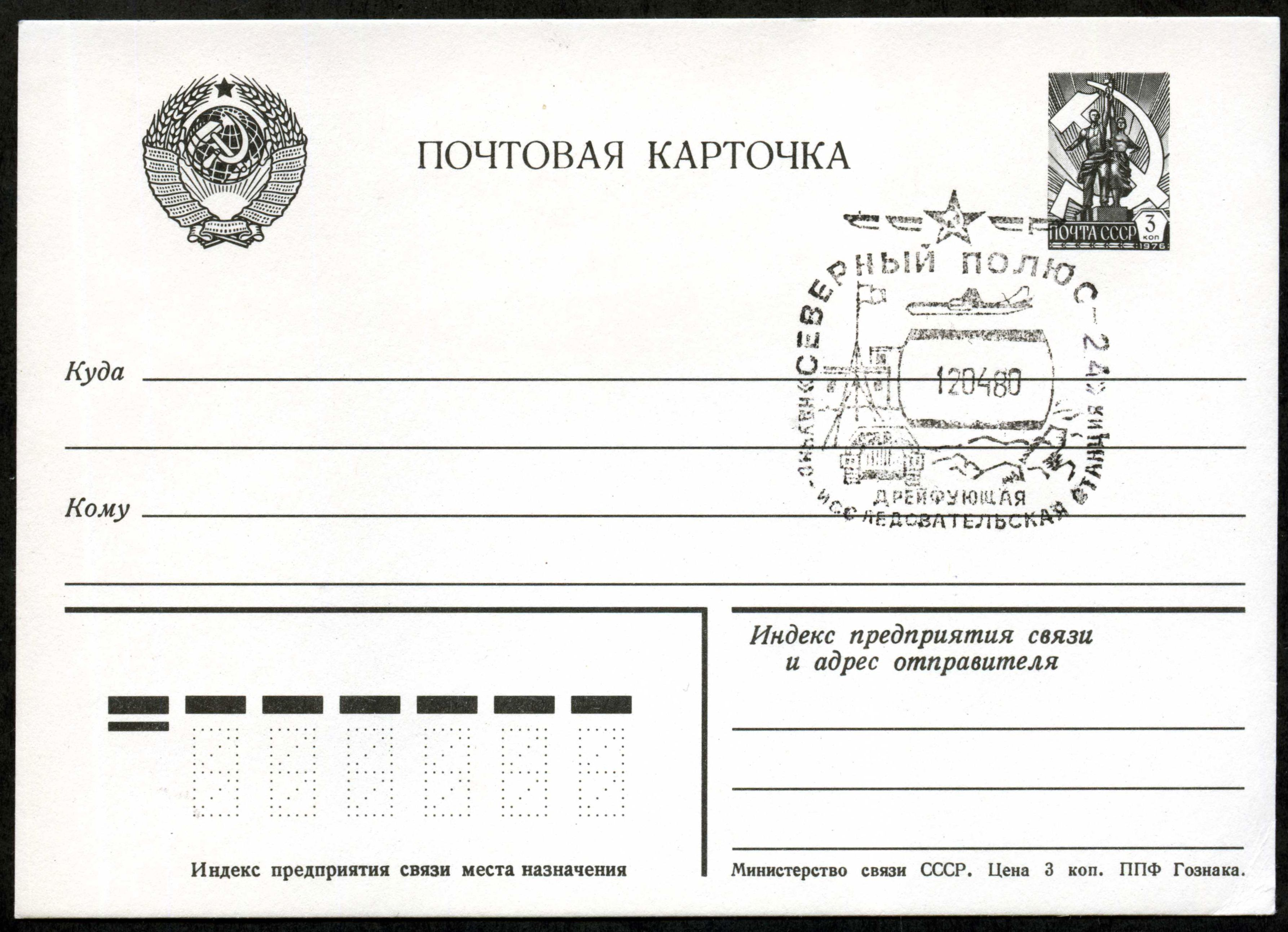

Высадка группы РП на льдину проводилась в двадцатых числах марта 1978 года с помощью вертолета Ми-8 со встроенными дополнительными топливными баками. Первая посадка самолёта Ил-14 с грузом осуществлена в середине апреля 1978 года. Снабжение станции осуществлялось первоначально по воздуху, а затем при помощи ледокольного флота, а именно ледокола «Сибирь», что позволяло доставлять больше грузов более безопасным путём.